# Calyceraceae
Calyceraceae R.Br. ex Rich., 1820 è una famiglia di piante angiosperme eudicotiledoni appartenenti all'ordine delle Asterales.

## Etimologia
Il nome della famiglia deriva dal suo genere più importante (Calycera) la cui etimologia deriva da una parola greca: "kalyx" (= calice).  Il nome scientifico di questa famiglia è stato proposto inizialmente dal botanico francese Louis Claude Marie Richard (1754-1821), perfezionato successivamente dal botanico britannico Robert Brown (1773-1858) nella pubblicazione "Mémoires du Museum d'Histoire Naturelle. Paris - 6: 74. 1820" del 1820.

## Descrizione
Le specie di questa famiglia sono delle erbe perenni o raramente a ciclo biologico annuale; occasionalmente sono suffrutescenti o sublegnose; spesso sono poco ramose o con brevi fiori scaposi e in genere sono glabre. Queste piante contengono tannini, composti fenolici semplici, acido caffeico, acido cumarico, saponine triterpeniche e acido ellagico.
La disposizione delle foglie lungo il caule è alternata, spesso formano delle rosette basali. In alcuni casi la consistenza delle foglie è carnosa. Le foglie sono prive di stipole, sono sessili oppure sono provviste di un piccolo stretto picciolo; la lamina normalmente è intera oppure (meno spesso) lobata; i margini sono lineari, oppure sinuati, dentati o seghettati. In alcuni casi i margini delle foglie sono revoluti.
Le infiorescenze (costituite da unità cimose) sono formate da capolini sottesi da un involucro di brattee (infiorescenze bratteate) più o meno unite, disposte su 1 o 2 serie, a forma da triangolare a lanceolata. Il ricettacolo (il contenitore dei fiori veri e propri posto all'interno dell'involucro) ha una forma piatta o conica; può diventare legnoso verso la fine della fioritura. Spesso il ricettacolo è provvisto da una serie di brattee (o pagliette) a protezione della base dei fiori, di consistenza erbacea o membranosa con forme da subulate a ovate o lanceolate; le brattee sono normalmente libere, ma possono essere anche connate. La fioritura è centrifuga (i fiori centrali raggiungono per primi la maturità).
I fiori (da pochi a molti - più di 100) sono ermafroditi (anche omogami), raramente sono funzionalmente maschili (in piante andro-monoiche), sono epiginei e actinomorfi, talvolta sono zigomorfi.
Formula fiorale: * K (5), [C (5), A (5)], G (2) (infero), achenio
Il calice è formato da 5 (oppure 4 o 6) sepali fogliacei o piccoli denti membranosi o ialini saldati in un tubo angoloso. Il calice è adnato all'ovario.
La corolla è simpetala (i petali sono saldati insieme), pentamera (o qualche volta tetramera, solo occasionalmente è esamera in alcuni fiori). La forma è cilindrica o simile ad uno stretto imbuto. La corolla termina con 5 (o 4) corti lobi. Il colore è bianco o verdastro.
L'androceo è formato da 5 (o 4 o 6) stami chiusi nella corolla o sporgenti. Sono nello stesso numero dei lobi della corolla ma posizionati in modo alterno e sono inseriti a vari livelli della corolla (fino a metà tubo corollino). I filamenti sono uniti per la gran parte della loro lunghezza; talvolta all'apice sono liberi. Le antere sono connate (almeno alla base), ma in genere sono libere, sono tetrasporangiate, introrse; sono biloculari e si aprono per fessure longitudinali; sono senza appendici, talvolta la base è sagittata. Le ghiandole nettarie si trovano alla base dei filamenti.
Il gineceo (integrato nell'asse fiorale) è formato da due carpelli con ovario uniloculare infero. L'ovulo (solo uno) è anantropo e pendulo. Lo stilo è unico sporge dalla corolla; ha una forma cilindrica e snella: Lo stigma (uno solo anche questo) è capitato, papilloso con due (o tre) fasci vascolari.
Il frutto è un achenio, spesso è coronato dal calice con lobi appena lignificati; spesso il calice è accrescente. Spesso gli acheni sono connati fra di loro. La forma dell'achenio è cilindrica o prismatica, più o meno provvista di coste. Ogni achenio contiene un solo seme solitario e pendulo. I semi hanno l'endosperma ben sviluppato; l'embrione è diritto.

## Riproduzione
La riproduzione è tramite impollinazione.

## Distribuzione e habitat
La famiglia è endemica del Sud America. Una specie si trova nelle Isole Falkland. L'habitat più tipico sono le zone aride ad alte altitudini.

## Tassonomia
Questa famiglia è descritta all'interno dell'ordine delle Asterales (lo stesso ordine delle Compositae, la famiglia più numerosa di specie botaniche) che comprende una dozzina di famiglie e circa 25.000 specie, le cui piante sono caratterizzate dal contenere sostanze di riserva come l'oligosaccaride inulina e dall'impollinazione con meccanismo "a pistone".

### Filogenesi

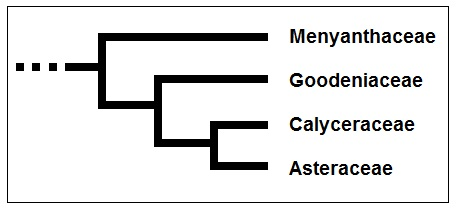
Cladogramma della famiglia Calyceraceae e famiglie vicine

Prima degli ultimi studi, questa famiglia (vedi Sistema Cronquist) era descritta all'interno dell'ordine Calycerales. Attualmente il gruppo di ricercatori del APG hanno inserito la famiglia nell'ordine Asterales in posizione “gruppo fratello” della famiglia Asteraceae. Quest'ultima posizione è supportata sia da caratteristiche di tipo chimico (entrambe le famiglie possiedono alcuni composti chimici specifici) che da analisi combinate (morfologiche e del DNA) di tipo cladistico. Si stima che queste due famiglie si siano divise da 45 a 54 milioni di anni fa; altre ricerche indicano a 51 milioni di anni la divergenza dei due generi più importanti (Acicarpha e Boopsis). È probabile che l'areale d'origine delle due famiglie sia il Sud America. Sia la famiglia Asteraceae che Calyceraceae (insieme ad altre due famiglie: Goodeniaceae e Menyanthaceae) appartengono ad un clade ben definito (vedi cladogramma a lato) i cui caratteri principali, tra gli altri, sono: portamento soprattutto erbaceo, presenza di acido caffeico, fasci vascolari del fusto separati, elementi vessilliferi, infiorescenze con fiori terminali, calice connato, stami adnati alla corolla e ovario bicarpellare.
I caratteri che maggiormente distinguono questa famiglia dalle altre dello stesso ordine sono:
- gli stami sono nello stesso numero dei lobi della corolla ma alternati;
- i lobi della corolla sono semplici (senza ali o appendici);
- i petali sono fusi insieme con tubo della corolla corto;
- il calice non è modificato;
- le antere sono libere;
- l'inserzione degli ovuli è basale;
- la corolla è sempre actinomorfa;
- le infiorescenze sono a capolino (come le Asteraceae);
- il frutto è un achenio;
- il ricettacolo ha le pagliette;
- l'ovario è bicarpellare e uniloculare.

I generi della famiglia sono suddivisi in base alla morfologia della fruttificazione del capolino: gli acheni sono tutti liberi fra di loro come nei generi Boopis e Calycera, oppure in parte liberi (quelli centrali) e in parte connati (quelli periferici) come nel genere Acicarpha.
Il numero cromosomico delle specie di questa famiglia è compreso nei seguenti valori: 2n = 16, 24, 26, 36, 40, 42, 44.

### Generi della famiglia
La famiglia si compone di 6 generi e 52 specie:

| Genere                 | Numero specie | Distribuzione                               |
| ---------------------- | ------------- | ------------------------------------------- |
| Acicarpha Juss., 1803  | 5 spp.        | Sud America                                 |
| Boopis Juss., 1803     | 18 spp        | Sud America                                 |
| Calycera Cav., 1797    | 10 spp        | Bolivia, Cile e Argentina (zona delle Ande) |
| Gamocarpha DC., 1836   | 7 spp         | Cile e Argentina                            |
| Moschopsis Phil., 1865 | 6 spp         | Argentina                                   |
| Nastanthus Miers, 1860 | 6 spp         | Sud America                                 |

### Chiave per i generi
Per meglio comprendere ed individuare i vari generi della famiglia l'elenco seguente utilizza in parte il sistema delle chiavi analitiche (sono indicati solamente i generi più importanti):
- Gruppo 1A: i capolini sono composti da fiori dimorfici (quelli centrali sono funzionalmente maschili, quelli esterni sono ermafroditi); tutti gli acheni hanno i lobi del calice coperti di spine; gli acheni esterni hanno le basi unite e fuse nel ricettacolo (il contenitore dei fiori);

- Acicarpha.

- Gruppo 1B: i fiori dei capolini sono tutti isomorfi, ermafroditi e fertili; gli ancheni sono liberi;

- Gruppo 2A: gli acheni sono dimorfici (alcuni hanno le spine sui lobi del calice, altri no);

- Calycera.

- Gruppo 2B: gli acheni sono monomorfici (senza spine sui lobi del calice);

- Gruppo 3A: le brattee dell'involucro (il contenitore del capolino) insieme alle brattee del ricettacolo fuse in un gruppo circondano i fiori;

- Gamocarpha.

- Gruppo 3B: le brattee del ricettacolo sono libere o assenti;

- Boopis.

### Sinonimi
L'entità di questa voce ha avuto nel tempo diverse nomenclature. L'elenco seguente indica alcuni tra i sinonimi più frequenti:
- Boopidaceae Cassini

### Famiglie simili
Principali differenze rispetto alla famiglia più vicina (Asteraceae):
| Carattere           | Calyceraceae                              | Asteraceae                                                                |
| ------------------- | ----------------------------------------- | ------------------------------------------------------------------------- |
| Brattee involucrali | Simili a foglie                           | Differiscono nettamente dalle foglie caulinari e sono più simili a squame |
| Perianzio           | Il numero degli elementi è variabile      | Numero fisso di elementi                                                  |
| Antere              | Sono libere                               | Sono connate e formano un manicotto attorno allo stilo                    |
| Filamenti           | Sono fusi nella corolla (almeno in parte) | Sono liberi                                                               |
| Stigma              | Unico capitato                            | Bifido                                                                    |

## Alcune specie

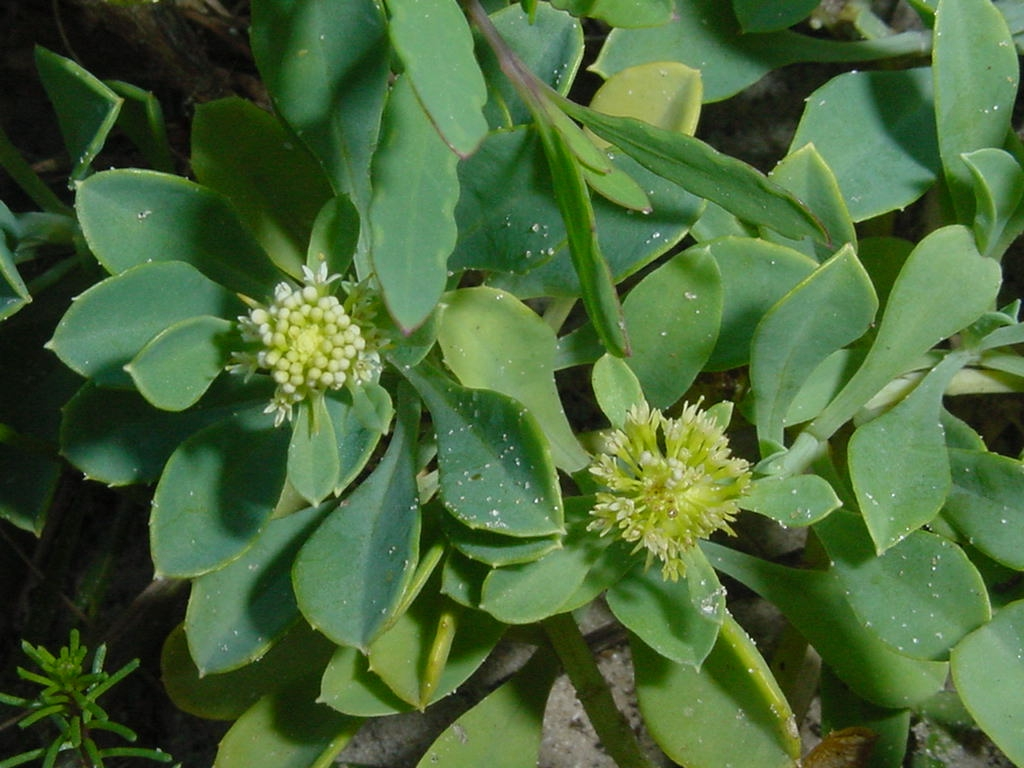
Acicarpha spathulata
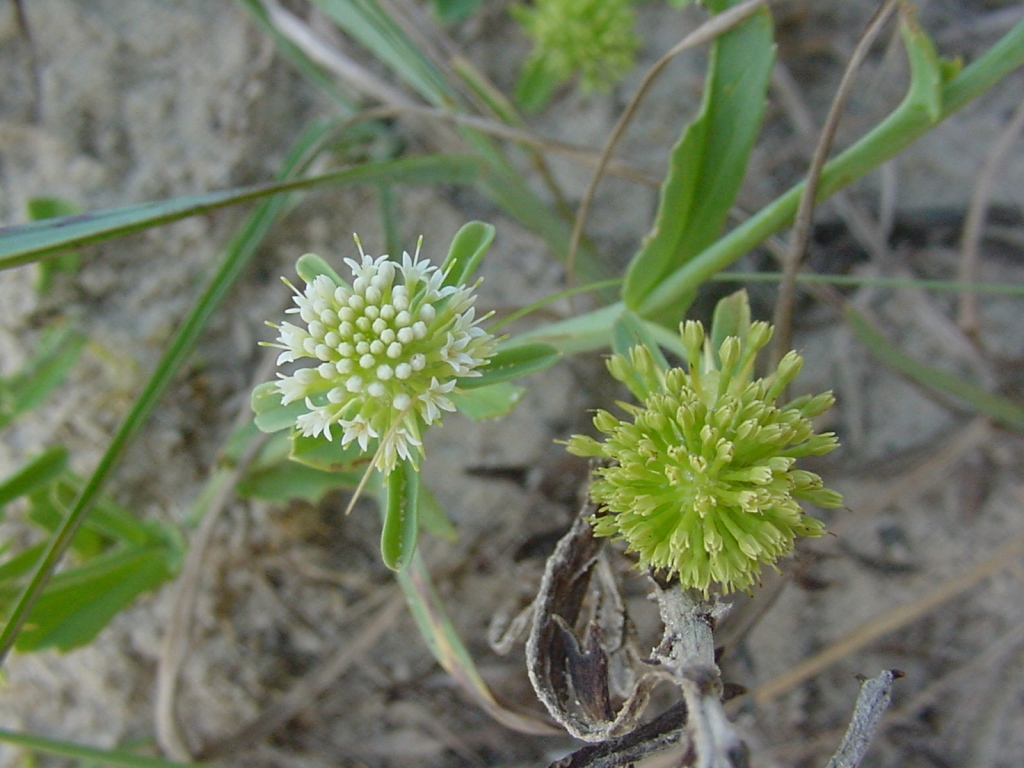
Calycera crassifolia
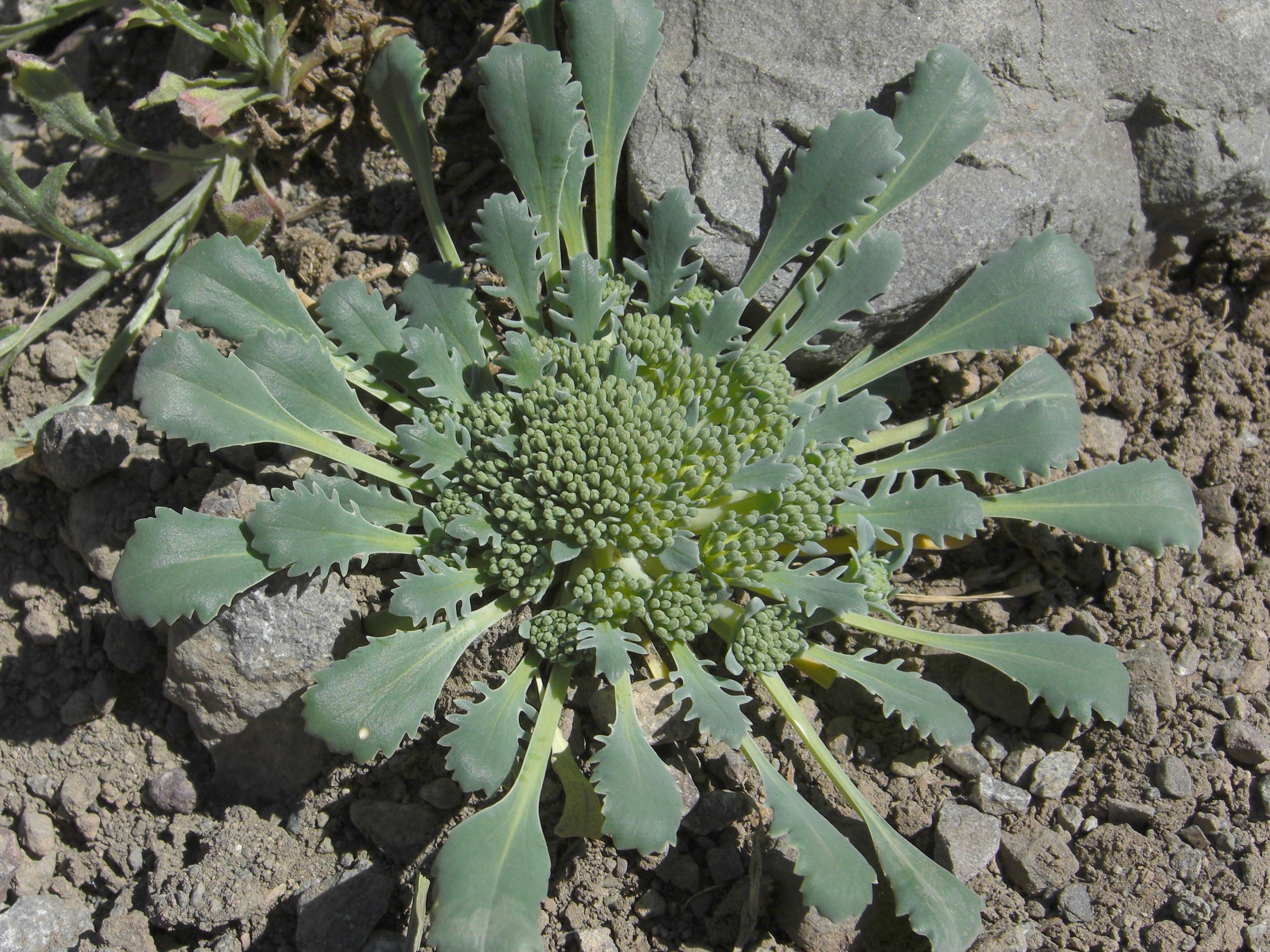
Nastanthus agglomeratus